# Björgvin Páll Gústavsson
Björgvin Páll Gústavsson (Hvammstangi, Island, 24. svibnja 1985.) je islandski rukometni vratar i nacionalni reprezentativac. Trenutno brani za islandski Valur.

## Karijera

### Klupska karijera
Gústavsson je profesionalnu klupsku karijeru započeo u 2005. u Fram Reykjavíku a nakon dvije godine prelazi u njemački TV Bittenfeld. Nakon toga nastupao je za švicarski Kadetten Schaffhausen i bundesligaša SC Magdeburg te za Bergischer HC, dok danas brani za Valur.

### Reprezentativna karijera
Islandski vratar je s nacionalnom reprezentacijom igrao u olimpijskom finalu 2008. u Pekingu gdje je Island poražen od Francuske. Drugi veći uspjeh je ostvaren na Europskom prvenstvu u Austriji 2010. gdje su islandski rukometaši osvojili broncu.